# 武林广场
30°16′24.4″N 120°9′30.8″E / 30.273444°N 120.158556°E

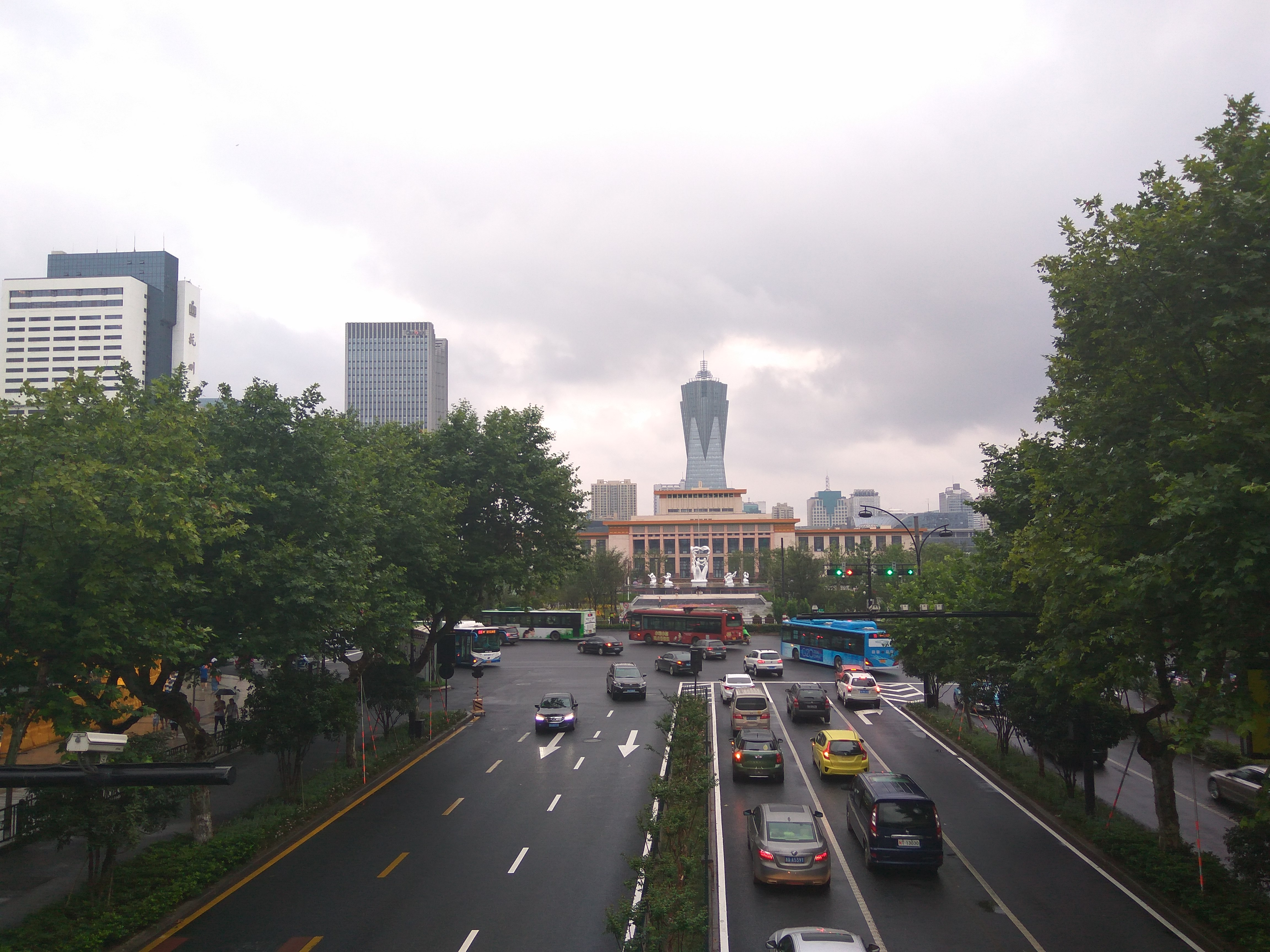
武林广场和延安路，后侧建筑为浙江省展览馆和浙江省科技馆

武林广场，原名红太阳广场，位于杭州市核心区，延安路北端，浙江省展览馆前。因地处武林门地片内而得名。围绕武林广场，形成有武林商圈，是杭州核心商圈之一。

## 广场历史

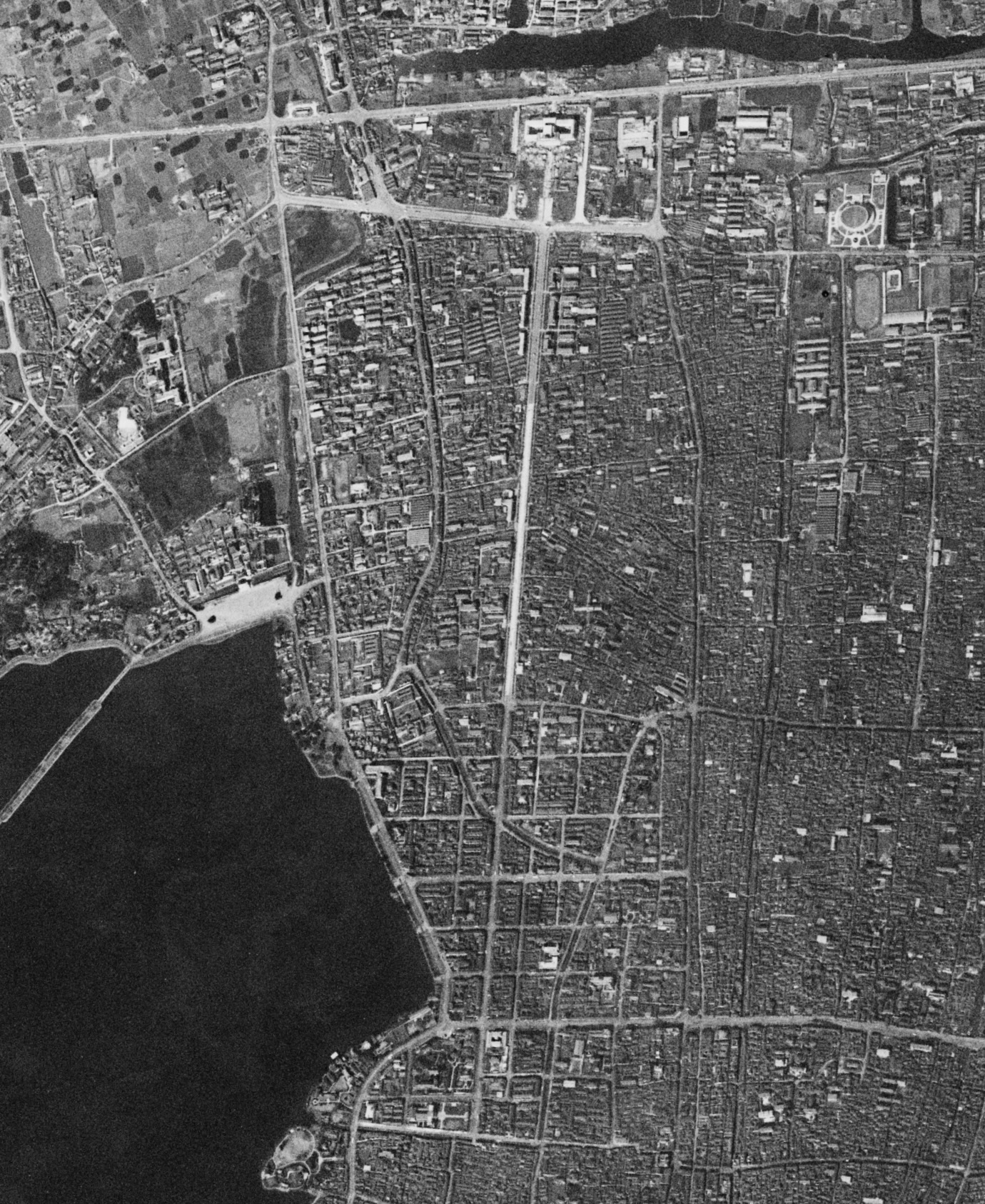
延安路、体育场路和北端武林广场附近卫星图（1969年）

武林广场原本是杭州北城墙内侧武林门至小北门间的空地。1950年代曾经种植大量玫瑰，以供香料厂使用。
1962年，一度作为延龄路延伸段，连接体育场路河环城北路。1968年6月，在建设毛泽东思想胜利万岁展览馆时，在馆前修建红太阳广场，成为杭州群众集会中心。1977年，毛泽东思想胜利万岁展览馆改名为浙江展览馆，广场改名为武林广场。
1984年9月26日，广场的“八少女”音乐喷泉于落成，是杭州第一座喷水池，泉池直径36米，形似五瓣梅花，花芯为跳红绸舞的三少女塑像。
1989年八九民运在杭州爆发后，武林广场曾多次被示威者作为集会的地点。
2008年至2016年4月间因修建地铁1、3号线和地下商城，武林广场封闭并拆除，2016年5月重建完毕，7月上旬完全开放，除了有“八少女”喷泉外，新增有亚洲最大的裸眼3D灯光秀，灯光秀的主题为“天堂杭州”，总长为11分钟，投影在浙江展览馆南侧外墙上，面积约3400平米。主要讲述“浙江山水人文，展现西湖的秀丽、运河的古老、钱江的澎湃、西溪的风情。”
音乐喷泉和3D灯光秀的开放时间：
- 周日—周四，喷泉19：30、20：30各一场；3D灯光秀20：00开始。
- 周五—周六：喷泉19：30、20：30、21：00各一场；3D灯光秀20：00开始。

## 商业发展
武林门附近自古以来就有北关夜市。1982年3月，浙江展览馆北侧开设环北小商品市场，又称红太阳市场。1980年代，武林广场成为露天市场，第一批摊贩成为最早一批万元户。1988年，杭州国际大厦落成于武林广场旁。同年，杭州大厦开业。1989年11月，杭州百货大楼开业。自此武林商圈开始显露。
1993年，杭州标牌厂改制为洁翔实业股份有限公司，并于1993年将厂房改建为白鹿鞋城，坐落于武林广场旁。1997年，因环城北路拓宽，环北小商品市场搬迁至凤起路，但仍然维持原名。1998年，银泰百货武林总店开业，是银泰百货的首家门店。1999年，杭州华贸鞋业皮具市场开业。
2008年3月起，华茂鞋城开始在九堡建设新商城，并于同年搬离武林广场，搬进九堡的新华贸鞋城，原址改建为杭州大厦C座和D座。同年，杭州电车厂因地铁修建搬离武林广场。2009年7月，西湖文化广场正式落成，与武林广场隔运河和环城北路相望。2010年起，杭州国际大厦开始进行改建。2012年，广场地下开始修建杭州大厦中央商场。2014年，白鹿鞋城开始拆迁，原有商户搬迁到艮山西路116号眼镜城内，原址成为口袋公园和公交始末站。2015年，因周边施工影响，商铺大量退租，湖滨商圈顺势兴起。
2017年，武林广场东侧的杭州电车厂地块开始兴建杭州中心大楼。同年，杭州国际大厦改建而来的国大城市广场正式开业。2018年，百井坊巷地块出让给恒隆地产，以修建商业综合体——杭州恒隆广场。同年，杭州大厦中央商城正式开业，并通过地下通道与杭州大厦、国大城市广场、杭州百货大楼、武林银泰相连。2023年12月，杭州中心开业，随即杭州大厦进行AB座外立面装修工程。

## 交通
杭州地铁1号线、3号线在该地设有武林广场站。2012年开通，当时成为地铁一号线客流量最大的站点之一。

## 图片
- 从杭州大厦顶部观看武林广场，2016年9月
- 喷水池
- 广场一隅
- 启用前的地下商城
- 浙江展览馆
- 武林广场音乐喷泉表演